# Десант в Жебрияны — Вилково
Десант в Жебрияны и Вилково — тактические десантные операции советской Дунайской военной флотилии в ходе Ясско-Кишиневской операции Великой Отечественной войны, осуществлённые 23 — 24 августа 1944 года. Оба десанта были объединены общим тактическим замыслом и представляли собой единую морскую десантную операцию, тесно увязанную с действиями войск 3-го Украинского фронта.

## План и подготовка операции
В ходе начавшейся 20 августа 1944 года Ясско-Кишиневской наступательной операции войска 3-го Украинского фронта (командующий Маршал Советского Союза Толбухин Ф. И.) взломали оборону немецко-румынских войск группы армий «Южная Украина» (командующий генерал-полковник Й. Фриснер) по реке Днестр и стремительно наступали к дельте Дуная. Туда же спешно отводились разбитые вражеские войска 3-й румынской армии (командующий армейский генерал Петре Думитреску) в надежде, используя многочисленные водные преграды, организовать прочную оборону. Для срыва этого замысла Дунайская военная флотилия (командующий контр-адмирал С. Г. Горшков) получила приказ на высадку десантов в дельте Дуная с целью перехвата десантными отрядами путей отхода войск противника. Для поддержки десантов в Дунай из Чёрного моря должны были прорваться главные силы флотилии.

## Десант в Жебрияны

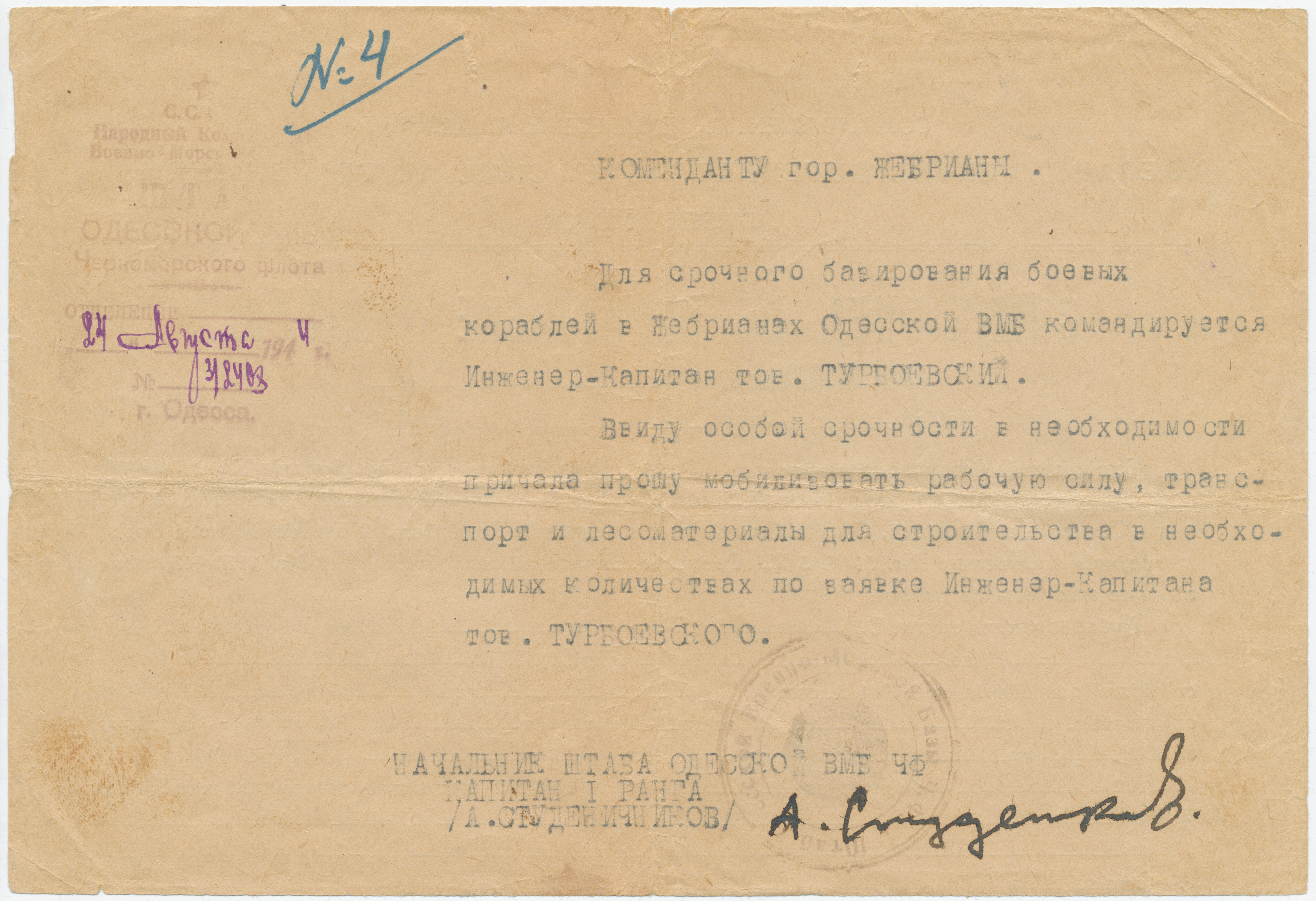
Фронтовой документ коменданту гор. Жебрияны от 24 августа 1944 года с просьбой об оказании помощи с мобилизацией рабочей силы, транспортом и лесоматериалами инженер-капитану Турбаевскому К. И. в строительстве причала для базирования в Жебриянах боевых кораблей Одесской ВМБ.

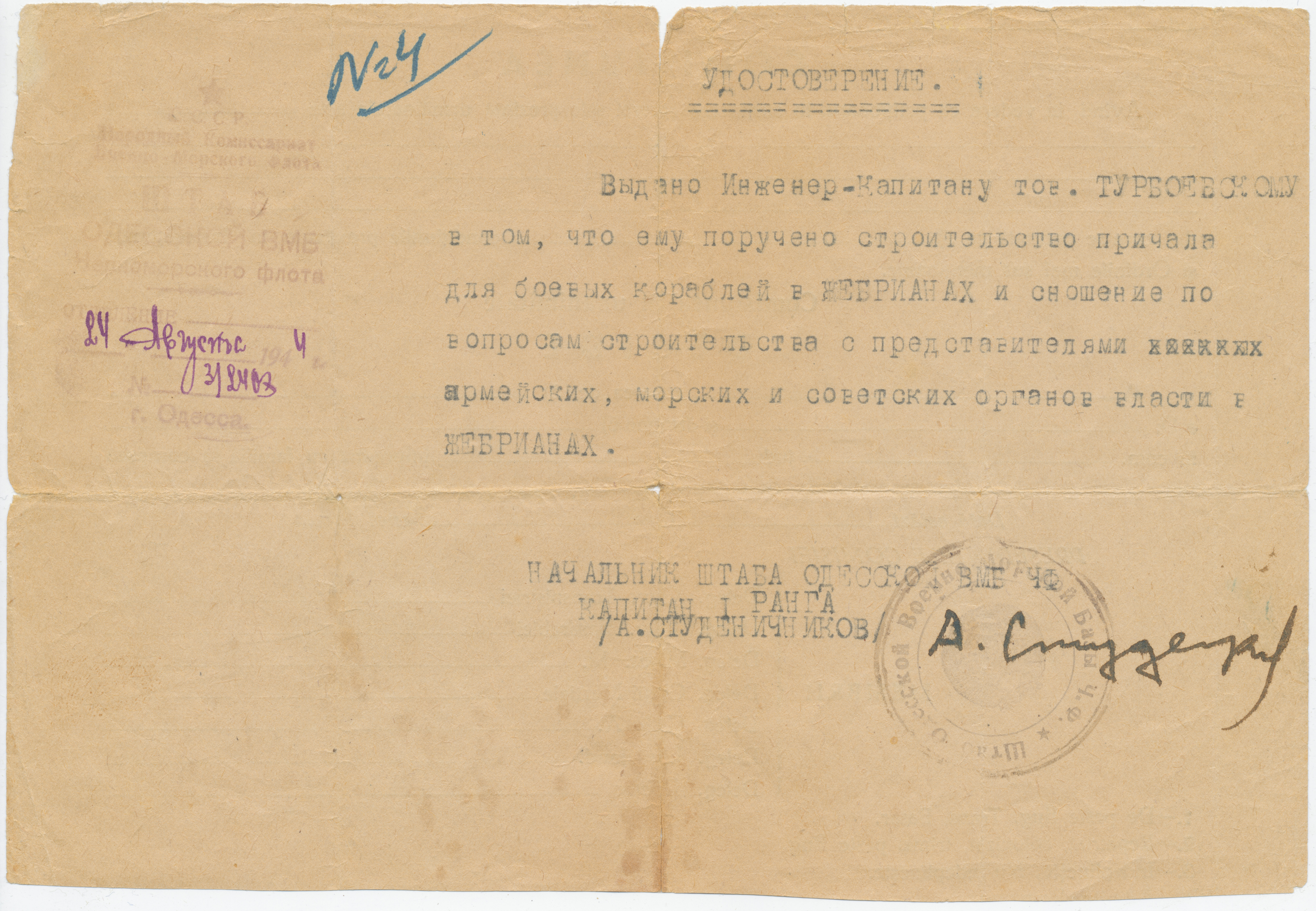
Удостоверение инженер-капитана Турбаевского К. И. от 24 августа 1944 г.

23 августа 1944 года корабли отряда прорыва и отряда высадки вышли из Одессы. Отрядом катеров — Керченской бригадой бронекатеров (10 бронекатеров, 3 катера «малый охотник», 2 минных катера, 3 полуглиссера, командир бригады и командир отряда высадки Герой Советского Союза капитан 3 ранга П. И. Державин) — в районе села Жебрияны на рассвете 24 августа было высажено 285 человек из 384-го отдельного батальона морской пехоты (на вооружении 4 миномёта, 10 противотанковых ружей), командир — майор Котанов Ф. Е. Одновременно осуществлён прорыв в Килийское гирло отряда из 39 различных катеров флотилии (11 бронекатеров, 6 минных катеров, 6 катеров-тральщиков, 10 полуглиссеров, 6 катеров «ЗИС») под флагом командующего флотилией С. Г. Горшкова.
После трехчасового боя десант занял Жебрияны, превращённого врагом в мощный укреплённый пункт, и закрепился там. Это было полной неожиданностью для румынских войск, выходивших из-под удара советских сухопутных войск со стороны озера Кундук. В районе Жебриян занимали оборону немецкий егерский батальон, румынский пехотный батальон, части 153-й немецкой пехотной дивизии, а также непрерывно подходившие войска, отступающие с фронта. Вскоре, используя численное превосходство, румыны силами до двух полков пехоты попытались прорваться через позиции десанта. Весь день 24 августа шёл тяжелый бой. Используя подготовленные противником укрепления, десантники при артподдержке кораблей и авиации удержали село. С подходом войск 3-го Украинского фронта (около 20 часов 24 августа) вражеская группировка численностью 4800 человек сложила оружие. Также в бою было уничтожено (по советским данным) около 1500 солдат и офицеров. Потери десанта у Жебриян составили 28 убитых и раненых.

## Десант в Вилково
Одновременно с боем за Жебрияны отряд прорыва на рассвете 24 августа вошёл в Килийское русло и под прикрытием авиации Черноморского флота начал движение вверх по реке. Утром 24 августа этот отряд уже достиг Вилкова и открыл огонь по вражеским войскам, скопившимся на берегу для переправы через Дунай. В порт Вилково был высажен десант (отряд высадки состоял из 16 катеров под прикрытием 8 торпедных катеров). Также для усиления этого десанта в тот же день в Вилково прорвался ещё один отряд катеров (29 единиц) из Одессы.
Бой за Вилково оказался коротким: из-за угрозы окружения румынские войска не ввязывались в затяжной бой с десантом, а спешно отходили на румынскую территорию, теряя единое управление и бросая технику. Сообщения о перевороте в Бухаресте 23 августа усилили деморализацию личного состава. Во второй половине дня 24 августа к северной окраине Вилкова вышли передовые части фронта. Восточное побережье Килийского гирла Дуная оказалось полностью в руках советских войск, что положительно сказалось на дальнейшем продвижении войск в глубину румынской территории. В районе Вилкова было пленено около 2000 солдат и офицеров противника, уничтожено до 300 человек.
Потери личного состава в обоих десантах составили 18 убитых и 36 раненых, потери среди экипажей кораблей неизвестны.
Днём 24 августа в районе Вилкова имел место бой речных советской и румынской флотилий — 5 советских бронекатеров из отряда поддержки десанта вынудили к отходу отряд румынских кораблей (1 монитор и несколько катеров). Также удар по румынским кораблям нанесла вызванная авиационная группа (10 бомбардировщиков Пе-2 и 6 истребителей Як-9), при этом монитор был потоплен.
За мужество в этой операции Ф. Е. Котанов удостоен звания Героя Советского Союза, многие десантники удостоены государственных наград.